# Adelmário Coelho
Adelmario Coelho e Silva, mais conhecido por Adelmario Coelho (Curaçá, 19 de agosto de 1953), é um cantor e compositor de música popular brasileira nordestina.

## Biografia
Adelmario Coelho
nasceu no dia 19 de agosto em Barro Vermelho – distrito de Curaçá no norte da Bahia e antes de
ganhar notoriedade como um dos maiores forrozeiros do Brasil, já trabalhou no
Pólo Petroquímico de Camaçari, foi motorista de táxi e possui em seu currículo
uma trajetória de lutas e conquistas.
Sem patrocínio e
sem banda de apoio, gravou em Caruaru – PE, um disco experimental e uma música
de sua autoria, chamada “Barro Vermelho e sua realidade”, que é uma singela
homenagem à sua terra. O proprietário do estúdio, Sr. Edson Lima entrou em
contato com o compositor Onildo Almeida que contribuiu com algumas composições
para seu primeiro disco ainda em vinil, gravado em 1994, com o título “No
Balanço do forró”.
No ano de 1995,
o cantor deu um grande passo na sua trajetória musical com o lançamento do
álbum “Não fale mal do meu país”, tema que intitula a música de trabalho deste
CD que alavancou a carreira do artista.
Seu nome ficou
também conhecido através de um acidente que a princípio poderia significar um
prejuízo irreparável, mas que abriu as portas definitivamente para que suas
músicas fossem ouvidas no país inteiro. O carro que transportava seu disco
tombou próximo à cidade de Eunápolis, Bahia, e foi saqueado. Foi perdida toda a
produção de três mil cópias que haviam sido prensadas, restando apenas o
original. Nas mãos dos camelôs e saqueadores, o disco foi copiado, vendido e
ganhou espaço nas rádios do Nordeste, sendo uma das mais tocada naquele ano.
Com o álbum
“Adelmario Coelho Ao Vivo” lançado no ano de 2000, o forrozeiro conquistou o
segundo lugar dos CDs mais vendidos na Bahia. Na sequência, o álbum “Adelmario
Coelho Acústico - Visita ao Trio Nordestino 1” vendeu mais de 300 mil cópias,
ocupando o 24º lugar entre os discos mais vendidos no Brasil.
Participa todos os anos da programação
junina das maiores praças do nordeste a exemplo de Campina Grande – PB, Caruaru
– PE, Aracaju – SE, Bahia, dentre outras. Já foi assistido por mais de 1 milhão
de pessoas durante suas turnês. Sua carreira registra mais de 1000 shows
realizados e ultrapassa a faixa de 1 milhão de CDs vendidos.
Preocupado com
as questões sociais, o cantor participa de campanhas beneficentes em prol de
instituições como o NASCI, Hospital Martagão Gesteira e Aristides Maltez.
Também apoia cedendo sua imagem campanhas de conscientização e prevenção, tais
como campanha do Ministério da Saúde em combate a AIDS e doação de sangue
realizada pelo HEMOBA.
O carinho dos
seus fãs durante toda sua trajetória rendeu-lhe homenagens e reconhecimentos a
exemplo dos títulos de Cidadão Soteropolitano, Aracajuano e Juazeirense.
Atualmente
Adelmario Coelho é considerado um dos maiores forrozeiros do Brasil, por
conservar o verdadeiro forró pé-de-serra e representar as manifestações do
nordeste em suas apresentações pelo Brasil afora, inclusive no exterior. É
proprietário juntamente com sua família, da Produtora Grupo Coelho
Entretenimento, que ao longo dos anos vem destacando-se neste mercado em
Salvador.
O artista
lançou em maio de 2012 o livro Adelmario Coelho e a Cultura Nordestina, que relata sua experiência
de vida e propõe fortalecer a imagem do povo nordestino, além de dar maior
visibilidade à cultura da região. Ainda lançou o CD em homenagem ao Rei do
baião, Abrindo o Baú de Luiz Gonzaga, onde gravou as 20 canções menos
conhecidas do grande público na voz do inesquecível Lua.
No ano de 2014, o cantor completa
20 anos de carreira, com 20 CDs lançados, 2 DVDs e 1 vinil. Para comemorar
especial data, Adelmario lança o Cd “Revirando as Gavetas”, onde faz uma
releitura de sucessos que o acompanharam ao longo desta trajetória.
O sucesso na carreira do artista é resultado
de um longo trabalho que encanta gerações e o reconhecimento vem através do
título de “Forrozeiro do Brasil”,
como é carinhosamente chamado por seus seguidores. A solidez da carreira do
cantor culminou em sua primeira turnê internacional pela Europa no final de
2011, sucesso esse que foi repetido em fevereiro e agosto de 2013 em sua
segunda e terceira turnê internacional.

## Discografia
| Ano  | Disco                           | Notas    |
| ---- | ------------------------------- | -------- |
| 1994 | "No Balanço do Forró"           | LP       |
| 1995 | "Não fale mal do meu país"      |          |
| 1996 | "Chovendo sinceridade"          |          |
| 1997 | "No Brasil temos de tudo"       |          |
| 1998 | "Vamos dar as mãos"             |          |
| 1999 | "500 anos de Brasil"            |          |
| 2000 | "Adelmario Coelho ao vivo"      |          |
| 2001 | "Chega de Saudade"              |          |
| 2002 | "Visita ao Trio Nordestino"     | Acústico |
| 2003 | "Visita ao Trio Nordestino 2"   | Acústico |
| 2004 | "Farejador de Forró"            |          |
| 2005 | "Povo Brasileiro"               |          |
| 2006 | "Forró pro mundo"               |          |
| 2007 | "Minha vida, meu forró"         |          |
| 2008 | "O Forrozeiro do Brasil"        |          |
| 2009 | "15 Anos de puro forró"         |          |
| 2011 | "Basta Acreditar"               |          |
| 2012 | "Abrindo o Baú de Luiz Gonzaga" | Acústico |
| 2012 | "Abrindo o Baú de Luiz Gonzaga" |          |